# رشترود
رشترود روستایی از توابع بخش مرکزی شهرستان رودبار در استان گیلان ایران است.

## جمعیت
این روستا در دهستان رستم‌آباد شمالی قرار دارد و براساس سرشماری مرکز آمار ایران در سال ۱۳۸۵، جمعیت آن ۴۷۰ نفر (۱۳۲خانوار) بوده‌است؛ جمعیت این روستا همیشه رو به کاهش است و به دلیل مهاجرت و روی آوردن بیشتر مردم به شهر های اطراف، آرام آرام این روستا در حال فراموش شدن است.

## مردم
اهالی روستای رشترود تات هستند و زبان‌شان تاتی و تالشی است. اکثر مردمان این روستا مسلمان و پیرو مذهب شیعه هستند و حدود ۴۰ درصد اهالی رشته رود دارای سواد کامل می باشند.
اهالی این روستا بسیار مهمان نواز هستند و همیشه طبق گفته گردشگران و مسافران آماده پذیرایی از میهمانان خود هستند. طبق گفته ی بزرگان این روستا، آنها در اصل برای ماسال و نواحی شمال غربی کشور هستند و به دلیل مشکلات آب و هوایی، جنگ و .... به این مکان مهاجرت کرده اند.

## کار و شغل
بیشتر مردمان روستای رشته رود مانند دیگر نقاط گیلان، مشغول به دامداری و کشاورزی هستند. یکی از محصولاتی که اکثراً در این روستا کشت می شود، برنج است و آن را در فصل بهار می کارند و در اواخر تابستان برداشت میکنند. برخی از اهالی هم صیفی جات دارند و در آن محصولاتی از قبیل لوبیا، آلوچه، گردو، فلفل، گوجه و ... می کارند.
مردم رشته رود علاوه بر کشاورزی، دامداری هم میکنند و بیشتر دام های انها از گاو تشکیل می شود. همچنین ساکنان این محل برای چرای دام های خود از جنگل های هیرکانی استفاده می کنند و هنگام گرم شدن هوا و فرا رسیدن تابستان، آنها به ییلاقات کوچ می کنند و یکی از معروف ترین مقاصدشان ییلاقات سلانسر است؛ در اواخر تابستان هم به روستای خود بازمیگردند.

## حادثه بهمن 1398
پس از دو روز بارش برف سنگین در گیلان و قزوین که موجب بسته شده راه ها شد، طبق گفته ی اهالی رشته رود بالا (جوردنه) صبح روز ۲۳ بهمن ۱۳۹۸ بهمن شدید ریزش کرد و تا چندین ساعت، اهالی روستا از وضعیت 4 مفقود بهمن خبر نداشتند و پس از مدتی هلی کوپتر هلال احمر گیلان به محل حادثه بهمن رسید و یک پیرزن در بین برف ها با وضعیت جسمی بسیار بد پیدا شد و پس از سوال و جواب ها 3 نفر دیگر پیدا شدند اما متاسفانه جان خود را از دست داده بودند. 
این بهمن باعث مشکلات زیادی در منطقه پیش آورد مانند نشتی شکستن لوله گاز، ترکیدن سیستم آبرسانی، بسته شدن راه ها و مشکلات دیگر.... 